# Cratyna cucarisi
Cratyna cucarisi är en tvåvingeart som beskrevs av Lane 1960. Cratyna cucarisi ingår i släktet Cratyna och familjen sorgmyggor. Inga underarter finns listade i Catalogue of Life.